# 诺夫霍罗德-锡韦尔斯基区
诺夫霍罗德-锡韦尔斯基区（羅馬化：Novhorod-Siverskyi raion），又按俄语名译为諾夫哥羅德-謝韋爾斯基區，是烏克蘭北部切尔尼戈夫州的一個區，行政中心設於诺夫霍罗德-锡韦尔斯基，人口数量为63,670人（2021年估计）。

## 历史
2020年7月18日作为乌克兰行政区划改革的一部分，切尔尼希夫州的区份数量减至5个，诺夫霍罗德-锡韦尔斯基区的面积显著增加。改革前诺夫霍罗德-锡韦尔斯基区的面积为1,804平方公里，2020年人口数量为12,340人。

## 行政区划
诺夫霍罗德-锡韦尔斯基区下分为4个市镇。